# ミシシッピ州会議事堂

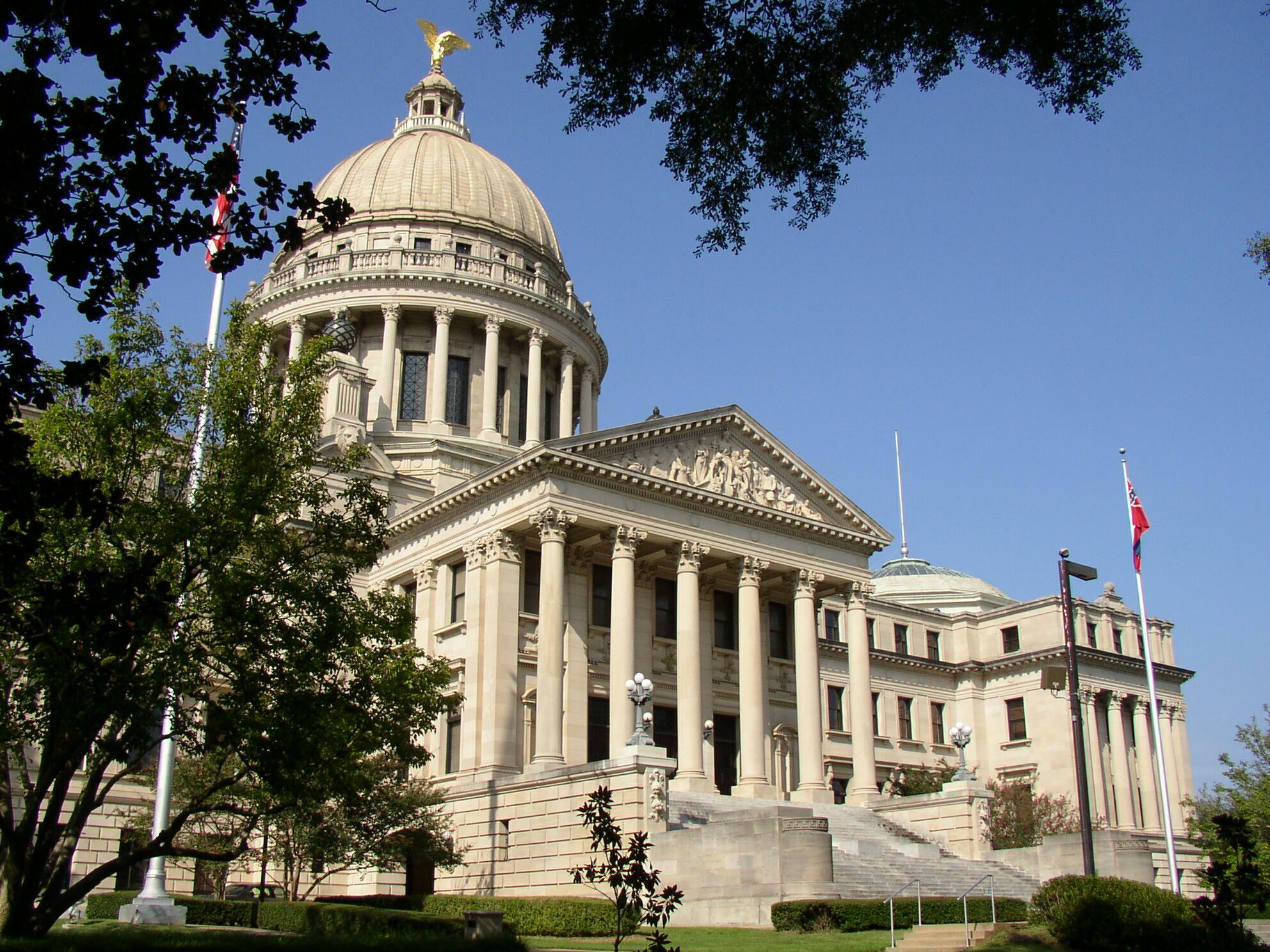
ミシシッピ州会議事堂

ミシシッピ州会議事堂（ミシシッピしゅうかいぎじどう、Mississippi State Capitol）は、アメリカ合衆国ミシシッピ州の州都ジャクソンに立地する同州議会の議事堂。ミシシッピ州議会の上下両院の議場のほか、州知事室、および州政府の行政機関の事務室が置かれている。州政府の司法機関は議事堂内ではなく、ハイ・ストリートを隔てたガーティン司法庁舎内に置かれている。現在建っている高さ180フィート（55.2m）のボザール様式の庁舎は3代目のもので、1903年に建てられた。1979-83年にかけては、1,900億ドルを費やした全面改装が行われた。庁舎は1969年に国家歴史登録財に、また2016年に国定歴史建造物にそれぞれ登録された。
ロタンダの壁面はイタリア産の白い大理石、基礎はニューヨーク州産の漆黒の大理石でそれぞれ造られている。8本の柱はスカリオーラ（scagliola）という技法で造られた人工大理石でできている。ドームの内側には750個の電球が取り付けられており、正義の女神を表す目隠しをした女性の像、および4つの情景（ネイティブ・アメリカンのもの2つ、スペイン人探検家のもの1つ、および南軍将軍のもの1つ）が照らし出されている。欄干は鋳鉄製で、この建物に固有のものである。ドームの屋上には、銅製で金箔の貼られた、高さ8フィート（2.4m）、幅15フィート（4.6m）の鷲の像が立てられている。
1階には知事の殿堂があり、1798年のミシシッピ準州創設からの歴代の知事の肖像画が展示されている。2階には、現在ではともに委員会の議場となっている、州図書館と州最高裁判所が置かれている。3階には州議会の上下両院の議場、州知事室、州副知事室、および州下院議長室がある。上下両院の一般傍聴席は4階に設けられている。
| ミシシッピ州議会の本会議場（左: 上院, 右: 下院） |  | ミシシッピ州議会の本会議場（左: 上院, 右: 下院） |
| ミシシッピ州議会の本会議場（左: 上院, 右: 下院） |  |                                                  |

上院本会議場は同院の定数52人の席を有している。議場の壁面は大理石造で、床はベルギー産の黒い大理石でできている。柱はコリント式で、菫色の角礫岩造である。ドームはボヘミアガラスのステンドグラスで、その上には保護のためのもう1つのドームが覆いかぶさっている。ドームの中央には緑色の文字で円形に、The people's government made for the people by the people and answerable to the people. （人民の、人民による、人民のための、人民に応えられる政府）と記されている。6枚の木製のパネルには、純血のチョクトー族の王女テレサ・ホワイトクラウド（1970年歿）の肖像画が描かれている。議場の机は1940年代に交換された。
下院本会議場は同院の議長を含めた定数122人の席を有している。上院本会議場と同様、議場の壁面は大理石造で、床はベルギー産の黒い大理石でできており、ドームはボヘミアガラスのステンドグラスで、その上には保護のためのもう1つのドームが覆いかぶさっている。しかし、こちらの議場の机は1903年に設置されたものを現在でもそのまま使っている。また、各アーチの上にはミシシッピ州の紋章が描かれている。

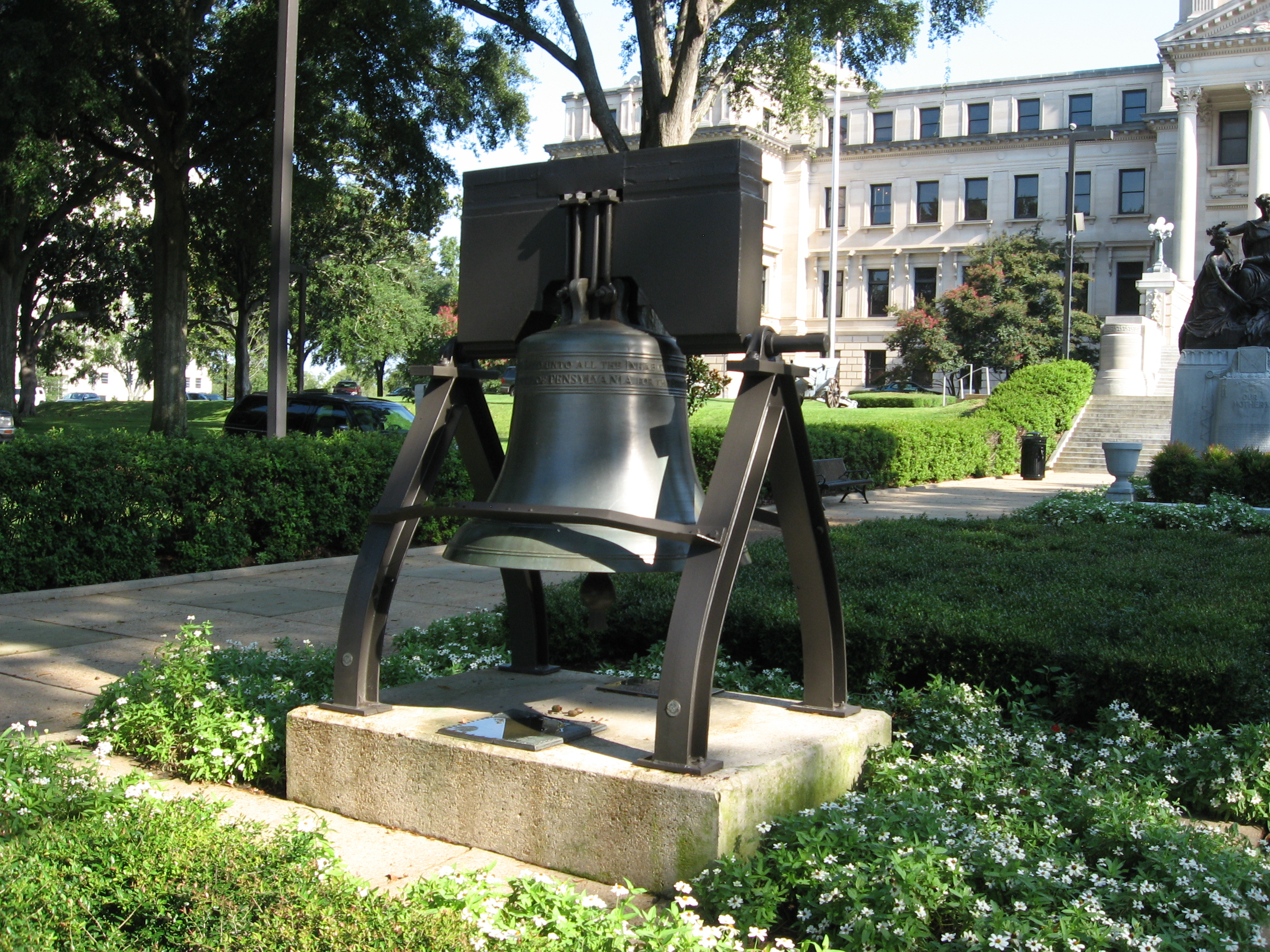
「自由の鐘」のレプリカ

議事堂の敷地には全部で53個ある自由の鐘のレプリカのうちの1個が置かれている。また、南軍兵士の恋人・母親・姉妹・妻・娘の記念像も立てられている。敷地内には州の木であるマグノリアも植えられている。また、敷地内には戦艦ミシシッピ (BB-23) の船首像が置かれている。この艦船自体は1914年にギリシャ政府に売却されたが、船首像はそれよりも前、1909年12月にアメリカ合衆国海軍によりミシシッピ州に寄贈された。